# 큰머리돌고래
큰머리돌고래(라틴어: Grampus griseus 그람푸스 그리세우스[*], 영어: Risso's dolphin 또는 Monk dolphin)는 큰머리돌고래속(라틴어: Grampus 그람푸스[*])의 유일한 종이다. 큰코돌고래 또는 리소돌고래, 솔잎돌고래로도 불린다.